# The Bamboo Saucer
The Bamboo Saucer (Deutsch: Die Bambus-Untertasse) ist ein US-amerikanischer Science-Fiction-Film von 1968. Ein „russisches“ und ein US-amerikanisches Agententeam suchen gemeinsam in der Volksrepublik China nach einer Fliegenden Untertasse unbekannter Herkunft. Die Uraufführung fand am 23. Oktober 1968 in Boston, Massachusetts, statt. Das Drehbuch entstand nach einer Geschichte von Alford Van Ronkel (1908–1965) und John P. Fulton.

## Handlung
Bei einem Erprobungsflug des (fiktiven) Experimentalflugzeugs X-109 wird der Testpilot Fred Norwood mit einer blauen Fliegenden Untertasse konfrontiert und ist gezwungen, gewagte Ausweichmanöver zu fliegen. Bei der Rückkehr machen ihm seine Vorgesetzten Vorwürfe wegen der waghalsigen Flugmanöver. Da die Fliegende Untertasse nicht vom Radar erfasst wurde, glaubt niemand Fred die Begegnung mit dem fremdartigen Gerät.
Überraschenderweise wird Fred nach Washington, D.C. beordert, wo er von Hank Peters empfangen wird, der offenbar Leiter eines Geheimdienstes oder einer Geheimdienstabteilung ist. Hank zeigt Fred eine Zeichnung, die von einem US-amerikanischen Agenten in der Volksrepublik China in der Nähe von Changsha angefertigt wurde. Die auf der Zeichnung abgebildete Fliegende Untertasse ähnelt stark der von Fred gesichteten.
Hank ist jetzt sicher, dass das von Fred beobachtete Flugobjekt aus China stammt. Hank bildet ein Kommando, dem neben Fred auch Wissenschaftler angehören. Sie springen mit Fallschirmen über China ab und landen im Gebiet von Changsha, wo sie von Bauern empfangen werden, die in Opposition zur kommunistischen Regierung stehen und als Agenten für Hank arbeiten. Gemeinsam machen sie sich auf die Suche nach der Fliegenden Untertasse.
Schon bald nach ihrer Ankunft werden sie mit Soldaten der Volksbefreiungsarmee konfrontiert. Zufällig stoßen die Amerikaner auf eine Gruppe „russischer“ Agenten unter Führung von Zagorsky, die ebenfalls auf der Suche nach der Fliegenden Untertasse ist. Der russischen Gruppe gehört auch die Wissenschaftlerin Anna Karachev an. Zuerst bluffen die Russen und behaupten, im Auftrag der chinesischen Regierung zu handeln, doch schnell stellt sich heraus, dass sie sich wie die Amerikaner illegal im Land aufhalten und ebenfalls von der Volksbefreiungsarmee gesucht werden. Beide Gruppen beschließen daher, gemeinsam das unbekannte Objekt zu suchen.
Tatsächlich finden sie die Fliegende Untertasse in einer von den Kommunisten zerstörten katholischen Kirche. Es gelingt ihnen, Zugang zu dem Fluggerät zu bekommen und beginnen mit der Analyse des Apparats. Als sie von der Volksbefreiungsarmee entdeckt werden, werden die meisten Amerikaner und „Russen“ in einem Gefecht getötet. Fred, Anna und ein weiterer Amerikaner werden im letzten Moment vor der Gefangennahme von der Fliegenden Untertasse per Autopilot in den Weltraum „entführt“. Sie fliegen am Mond und am Mars vorbei, werden beinahe von einem Meteor getroffen und rasen auf den Saturn zu.
Im letzten Moment können sie den Autopiloten ausschalten und so einen Absturz auf dem Saturn verhindern. Sie fliegen zur Erde zurück und beschließen, in der (neutralen) Schweiz in der Nähe von Genf zu landen. Die Herkunft des Fluggeräts bleibt ungeklärt.

## Produktionsgeschichte
Bereits 1954 hatte Fairbanks einen Film mit dem Titel Project Saucer geplant, erneut 1964 mit dem Titel Operation Blue Book in Anlehnung an das Project Blue Book. Dies war auch der Arbeitstitel für The Bamboo Saucer.
Die Dreharbeiten fanden 1966 in Lone Pine (Kalifornien) statt, wo ein Filmset für Western als chinesisches Dorf umgestaltet wurde. Das (fiktive) Experimentalflugzeug X-109 wurde mit Stock footage einer Lockheed F-104 Starfighter inszeniert.
Der Charakter Hank Peters war die letzte Filmrolle von Dan Duryea, der wenige Wochen vor Uraufführung des Films verstarb. Synchrontitel des Films sind unter anderem Ovnis sobre China (= UFOs über China, Spanien), Ucan Daire Harekati (= Operation Fliegende Untertassen, Türkei), La cortina di bambú (= Der Bambusvorhang, Italien) und O Disco Voador (= Die fliegende Untertasse, Brasilien).

## Überlieferung
2014 erschien von Olive Films sowohl eine Edition auf DVD als auch auf Blu-ray. Außerdem ist er auf youtube.com eingestellt.

## Kritik
This film is more about the Cold War than it is a sci-fi movie. It is, nevertheless, interesting to speculate where the idea of a crashed saucer originated, given the rumors about Roswell that had been circulated since the 1940s.(The Bamboo Saucer, in: Lewis, S. 49.)